# Giornale de' Letterati
Le Giornale de' Letterati est une revue littéraire fondée à Rome en 1668 par l'abbé Francesco Nazzari, et disparue en 1679. C'est l'un des plus anciens journaux italiens et le premier journal italien spécialisé dans les sujets littéraires.

## Histoire
En 1668 Michelangelo Ricci, depuis cardinal, conseilla à l'abbé Francesco Nazzari d’entreprendre la rédaction d’une feuille périodique sur le plan du Journal des savants, qui paraissait depuis peu de temps. Nazzari forma donc une société de littérateurs et de savants, qui s’engagèrent à lui fournir des extraits d’ouvrages en langue étrangère ; il se chargea lui-même de l’analyse des livres français et de la révision de tous les articles qui lui seraient envoyés. Le journal de Nazzari commença en 1668, et fut continué avec le plus grand succès jusqu’au mois de mars 1675. À cette époque Nazzari s’étant brouillé avec Nicolò Angelo Tinassi, son imprimeur, la société fut dissoute ; et Giovanni Ciampini, l’un des collaborateurs, prit la direction du journal : mais Nazzari, piqué de se voir dépouiller ainsi de sa propriété par un de ses amis, forma une nouvelle société et continua de faire paraître son journal chez l’imprimeur Carrara jusqu’à la fin de l’année 1679.